# عصر جاز
عصر جاز (به انگلیسی: The Jazz Age) دوره‌ای در دهه ۱۹۲۰ بود که با رکود بزرگ پایان یافت. در این دوره، رقص و موسیقی جاز خصوصاً در آمریکا و البته در بریتانیا، فرانسه و برخی کشورهای دیگر بسیار محبوب شد و با تغییرات فرهنگی، اجتماعی و سیاسی نیز همراه بود.
تاریخ این نوع موسیقی چنان با فرهنگ آمریکا عجین گشت که بسیاری دهه ۱۹۲۰ را عصر جاز نامیدند، و بسیاری این نوع موسیقی را نمادی از فردگرایی و هویت جامعه آمریکایی دانستند.